# گلوریا (باهیا)
گلوریا (به پرتغالی: Glória) یک منطقهٔ مسکونی در برزیل است که در باهیا واقع شده‌است. گلوریا ۱٬۲۵۵٫۵۶ کیلومتر مربع مساحت و ۱۵٬۲۳۴ نفر جمعیت دارد و ۲۵۰ متر بالاتر از سطح دریا واقع شده‌ است.